# شاي فيلدز
شاي فيلدز (بالإنجليزية: Shay Fields)‏ هو لاعب كرة قدم أمريكية أمريكي، ولد في 22 يونيو 1996 في بيلفلاوير في الولايات المتحدة.